# Elecciones generales de Japón de marzo de 1894
Las terceras elecciones generales del Imperio del Japón se realizaron el 1 de marzo de 1894 para renovar los 300 escaños de la Cámara de Representantes, Cámara baja de la Dieta Imperial. De una población de más de cuarenta millones de personas, en virtud de la Ley Electoral de la época solo 495.846 ciudadanos estaban habilitados para votar. La participación fue del 88.76% del electorado registrado, un ligero descenso con respecto a las anteriores elecciones.
La Coalición Demócrata, del Partido Liberal, el Partido de la Reforma Constitucional y su nuevo aliado, el Club Alianza, obtuvo una aplastante victoria, ocupando 198 de los 300 escaños (casi dos tercios de la legislatura), contra los tan solo 68 que consiguió la Coalición conocida como "El Partido", liderada por partidarios del gobierno de Itō Hirobumi y la "Asociación Nacional", del exministro del Interior Shinagawa Yajirō (responsable de la violencia de las anteriores elecciones). El resto de las bancas fueron ocupadas por candidatos independientes. La abrumadora victoria liberal alarmó al gobierno, que disolvió el parlamento y convocó a nuevas elecciones para septiembre. La Coalición Demócrata se disolvió después de esto.

## Resultados
| Partido político | Partido político                     | Nombre japonés                  | Escaños | +/-   |
| ---------------- | ------------------------------------ | ------------------------------- | ------- | ----- |
|                  | Partido Liberal                      | Jiyutō (自由党?)                | 120/300 | 26    |
|                  | Partido de la Reforma Constitucional | Rikken Kaishintō (立憲改進党?)  | 60/300  | 22    |
|                  | Asociación Nacional                  | Kokumin Kyōkai (国民協会?)      | 35/300  | Nuevo |
|                  | Club de Compañeros Pensadores        | Dōshi Club (同盟倶楽部?)        | 24/300  | Nuevo |
|                  | Club Alianza                         | Dōmei Club (同志倶楽部?)        | 18/300  | Nuevo |
|                  | Asociación Pan-Japonesa              | Dai-Nippon Kyōkai (大日本協会?) | 9/300   | Nuevo |
|                  | Independientes                       | Mushozoku (無所属)              | 34/300  | 10    |
| Total            | Total                                | Total                           | 300     | 0     |